# Waksmundzki Wierch
Waksmundzki Wierch (2186 m n.p.m.) – szczyt w Tatrach Wysokich, położony w grzbiecie Koszystej, oddzielającym Dolinę Waksmundzką od Pańszczycy. Jest to jeden z najbardziej na północ wysuniętych dwutysięczników tatrzańskich.
Szczyt jest pierwszym od południa z trzech wierzchołków w grani Koszystej, opadającym na południe w stronę przełęczy Krzyżne. Grzbiet oddziela się od grani Buczynowych Turni i Wołoszyna w jej okolicach. Zwornikiem nie jest sama przełęcz, lecz trawiasta równinka położona tuż ponad nią, w stronę Wołoszyna. Od strony północnej Waksmundzki Wierch graniczy z najwyższym punktem grzbietu, Wielką Koszystą. Wierzchołek znajduje się mniej więcej w połowie drogi między Krzyżnem a Wielką Koszystą.
U podnóża Waksmundzkiego Wierchu w dolinie Pańszczycy znajduje się kopulasta kulminacja Wielkiej Kopki (1856 m).
Pierwsze odnotowane wejście: Ludwik Zejszner 3 sierpnia 1838 r. z grupą osób towarzyszących, podczas pomiarów wysokości za pomocą barometru, zimą: Henryk Bednarski, Józef Lesiecki, Mariusz Zaruski, Stanisław Zdyb 4 marca 1910 r. Oba wejścia miały miejsce podczas wejścia na Wielką Koszystą południową granią od Krzyżnego.
W 1932 r. cały masyw Koszystej wykupiony został od rodziny Uznańskich przez Skarb Państwa, a w 1936 r. w wyniku starań PTT objęty został ścisłą ochroną. Do tej pory jest obszarem ochrony ścisłej i nie prowadzą przez niego żadne szlaki turystyczne.

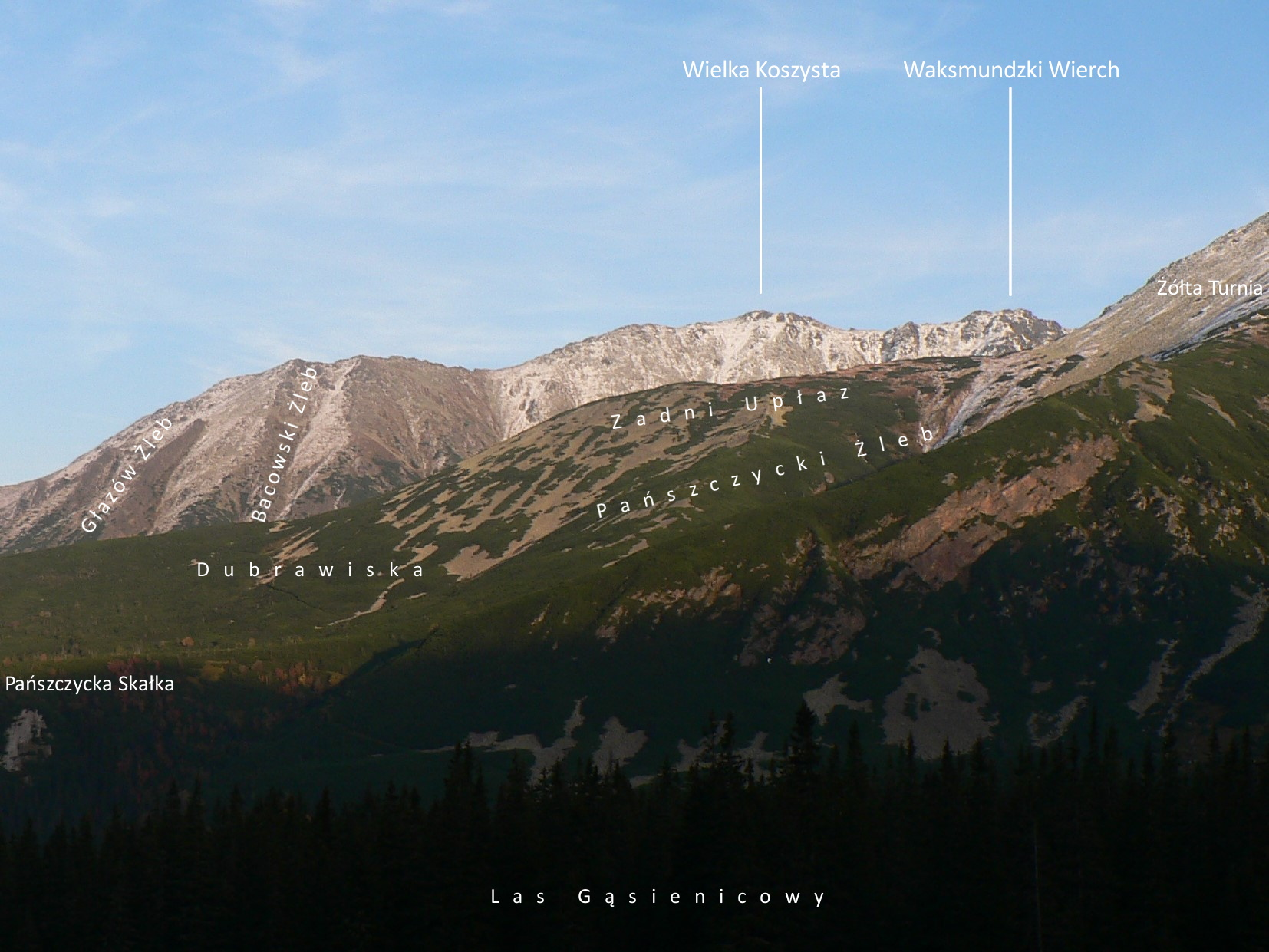
Waksmundzki Wierch po prawej stronie masywu Koszystej